# Groote Wielen (natuurgebied)

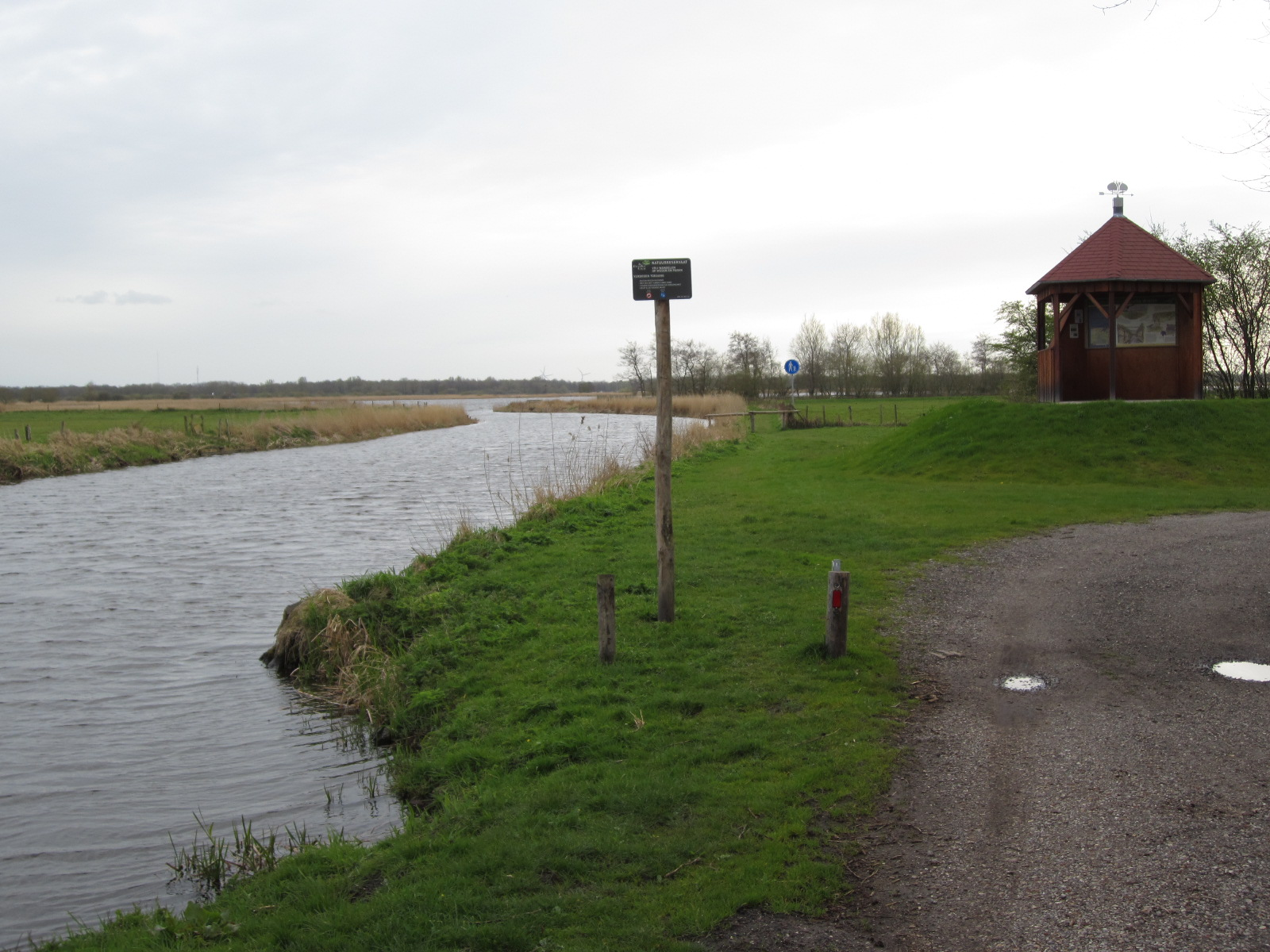
Vogelkijkhut met informatiepaneel op de parkeerplaats naast het water De Rijd en nabij de plas Sierdswiel.

De Groote Wielen (Fries en officieel: Grutte Wielen) is een Natura 2000-gebied in de Nederlandse provincie Friesland, aangewezen op 14 maart 2011, en gelegen in de gemeenten Leeuwarden en Tietjerksteradeel, ten noordoosten van de stad Leeuwarden. In het gebied is de habitatrichtlijn en de vogelrichtlijn van toepassing.
Het is 609 hectare groot en bestaat uit een aantal deelgebieden, grotendeels beheerd door It Fryske Gea. In het gebied bevinden zich, naast graslanden en moerassen, de onderling verbonden plassen Groote Wielen (Grutte Wielen), Houtwielen (Houtwiel), Sierdswiel en het stroomgebied van het voormalig riviertje De Rijd (De Ryd).

## Historie
De plassen in het gebied zijn in de Middeleeuwen ontstaan door overstromingen van de voormalige Middelzee en door afwatering van het oostelijk hoogveengebied. Door vervening zijn later de moeraslanden en petgaten gevormd. Het terrein is aan de west- en oostzijde ontgonnen als agrarisch grasland (polders) en wordt beheerd als weidevogelgebied. Ook fungeren de polders en moerassen als waterberging voor de Friese boezem.

## Deelgebieden
- Rijperkerksterpolder (Ryptsjerksterpolder)
- Binnemiedepolder
- Weeshuispolder (Weeshûspolder)
- Koekoekspetten
- Wielsicht
- Buismans Eendenkooi (Buismans Einekoai)
- Kobbe Eendenkooi (Kobbe Einekoai)
- Op Toutenburg

## Bijzondere flora en fauna
FloraGrote ratelaar, Moeraszoutgras, Gewone waterbies, Klein glaskroos, Veenmos, Gewone dotterbloem, Waterkruiskruid, Waterdrieblad, Bosbies, Krabbenscheer, Waterviolier, Groot blaasjeskruid, Kleinhoofdig glanswier.
FaunaNoordse woelmuis, Meervleermuis, Bittervoorn, Bruine kiekendief, Gele kwikstaart, Baardmannetje, Roerdomp, Blauwborst, Waterral, Rietzanger, Kleine karekiet, Grutto, Kievit, Scholekster, Snor, Tureluur, Porseleinhoen, Veldleeuwerik, Watersnip.

#### Beschrijving door Ministerie LNV
- Uitgebreide gebiedsbeschrijving van het Ministerie van Landbouw, Natuur en Voedselkwaliteit.